# Complete Discography
Complete Discography è una compilation dei Minor Threat del 1989 (e ristampa nel 2003). Raccoglie i loro tre EP, l'album Out Of Step e le tracce incluse nella compilation Flex Your Head.

## Tracce
1. Filler – 1:32
2. I Don't Wanna Hear It – 1:13
3. Seeing Red – 1:02
4. Straight Edge – 0:45
5. Small Man, Big Mouth – 0:55
6. Screaming At A Wall – 1:31
7. Bottled Violence – 0:53
8. Minor Threat – 1:27
9. Stand Up – 0:53
10. 12XU – 1:03
11. In My Eyes – 2:49
12. Out Of Step (With The World) – 1:16
13. Guilty Of Being White – 1:18
14. Steppin' Stone – 2:12
15. Betray – 3:02
16. It Follows – 1:50
17. Think Again – 2:18
18. Look Back And Laugh – 3:16
19. Sob Story – 1:50
20. No Reason – 1:57
21. Little Friend – 2:18
22. Out Of Step – 1:20
23. Cashing In – 3:44
24. Stumped – 1:55
25. Good Guys (Don't Wear White) – 2:14
26. Salad Days – 2:46

## Formazione
- Ian MacKaye – voce
- Lyle Preslar – chitarra
- Brian Baker – basso (tracce 1-14, 24-26), chitarra (tracce 15-23)
- Steve Hansgen – basso (tracce 15-23)
- Jeff Nelson – batteria